# Taylor Dent
Taylor Phillip Dent (Newport Beach, 24 d'abril de 1981) és un extennista estatunidenc, fill dels tennistes Betty Ann Grubb Stuart i Phil Dent.
En el seu palmarès consten quatre títols de individuals del circuit ATP que li van permetre arribar al 21è lloc del rànquing individual mundial. Es va quedar a les portes d'una medalla olímpica als Jocs Olímpics d'Atenes 2004, on va caure en semifinals enfront Nicolás Massú, i en la final de consolació fou superat per Fernando González. Va formar part de l'equip estatunidenc de Copa Davis només en una eliminatòria l'any 2003.

## Biografia
Fill dels tennistes Betty Ann Grubb Stuart i Phil Dent, estatunidenca i australià respectivament. La seva mare fou finalista de Grand Slam en la categoria de dobles femenins i el seu pare fou finalista individual i guanyador en dobles masculins de Grand Slam. El seu germanastre Brett Hansen-Dent també fou tennista professional arribant a disputar la final de la NCAA amb la University of Southern California en la seva etapa universitària.
Va estudiar als instituts Corona del Mar High School de Newport Beach i Monte Vista High School de Danville, ambdós a Califòrnia i va començar a jugar a tennis amb deu anys a les ordres del seu pare.
Es va casar amb Jennifer Hopkins l'any 2006, també tennista estatunidenca, i van tenir quatre fills anomenat Declan (2010), Liam, Reagan i Blake, establint-se a Keller, Texas.
Junt a la seva família van fundar el club de tennis The Birch Racquet and Lawn Club a Keller, on la seva muller n'és la directora i el seu pare i ell en són entrenadors.

## Palmarès

### Individual: 7 (4−3)
| Llegenda (pre/post 2009)                                 |
| -------------------------------------------------------- |
| Grand Slams (0−0)                                        |
| Tennis Masters Cup / ATP Finals (0−0)                    |
| ATP Masters Series / ATP World Tour Masters 1000 (0−0)   |
| ATP International Series Gold / ATP World Tour 500 (1−1) |
| ATP International Series / ATP World Tour 250 (3−2)      |

| Títols per superfície |
| --------------------- |
| Dura (2−3)            |
| Gespa (1−0)           |
| Terra batuda (0−0)    |
| Moqueta (1−0)         |

| Resultat  | Núm. | Data                   | Torneig                    | Superfície | Oponent             | Marcador                |
| --------- | ---- | ---------------------- | -------------------------- | ---------- | ------------------- | ----------------------- |
| Guanyador | 1.   | 14 de juliol de 2002   | Newport, Estats Units      | Gespa      | James Blake         | 6−1, 4−6, 6−4           |
| Guanyador | 2.   | 23 de febrer de 2003   | Memphis, Estats Units      | Dura       | Andy Roddick        | 6−1, 6−4                |
| Guanyador | 3.   | 29 de setembre de 2003 | Bangkok, Tailàndia         | Dura       | Juan Carlos Ferrero | 6−3, 7−6(5)             |
| Guanyador | 4.   | 5 d'octubre de 2003    | Moscou, Rússia             | Moqueta    | Sargis Sargsian     | 7−6(5), 6−4             |
| Finalista | 1.   | 10 d'octubre de 2004   | Tòquio, Japó               | Dura       | Jiří Novák          | 7−5, 1−6, 3−6           |
| Finalista | 2.   | 9 de gener de 2005     | Adelaida, Austràlia        | Dura       | Joachim Johansson   | 5−7, 3−6                |
| Finalista | 3.   | 25 de juliol de 2005   | Indianapolis, Estats Units | Dura       | Robby Ginepri       | 6−4, 3−6, 0−3, retirada |

### Dobles masculins: 1 (0−1)
| Llegenda (pre/post 2009)                                 |
| -------------------------------------------------------- |
| Grand Slams (0−0)                                        |
| Tennis Masters Cup / ATP Finals (0−0)                    |
| ATP Masters Series / ATP World Tour Masters 1000 (0−0)   |
| ATP International Series Gold / ATP World Tour 500 (0−0) |
| ATP International Series / ATP World Tour 250 (0−1)      |

| Títols per superfície |
| --------------------- |
| Dura (0−1)            |
| Gespa (0−0)           |
| Terra batuda (0−0)    |

| Resultat  | Núm. | Data                   | Torneig      | Superfície | Parella            | Oponents                        | Marcador         |
| --------- | ---- | ---------------------- | ------------ | ---------- | ------------------ | ------------------------------- | ---------------- |
| Finalista | 1.   | 19 de setembre de 2004 | Pequín, Xina | Dura       | Alex Bogomolov Jr. | Justin Gimelstob Graydon Oliver | 6−4, 4−6, 6−7(6) |

### Equips: 1 (1−0)
| Resultat  | Núm. | Data               | Torneig                       | Superfície | Equip        | Oponents                         | Marcador |
| --------- | ---- | ------------------ | ----------------------------- | ---------- | ------------ | -------------------------------- | -------- |
| Guanyador | 1.   | 6 de gener de 2006 | Copa Hopman, Perth, Austràlia | Dura (i)   | Lisa Raymond | Michaëlla Krajicek Peter Wessels | 2−1      |

## Trajectòria

### Individual
| Open d'Austràlia | A           | A           | Q1          | Q2  | Q1          | 3R          | A           | 3R    | 3R          | 1R          | A           | A   | 1R    | 2R    | 0 / 6     | 7 – 6     |
| Roland Garros | A           | A           | A           | A   | A           | Q1          | 1R          | 1R    | A           | A           | A           | A   | A     | 2R    | 0 / 3     | 1 – 3     |
| Wimbledon | A           | A           | A           | 1R  | 2R          | 3R          | 1R          | 3R    | 4R          | A           | A           | A   | 1R    | 2R    | 0 / 8     | 9 – 8     |
| US Open | Q1          | 2R          | 1R          | 1R  | 2R          | 1R          | 4R          | 2R    | 3R          | A           | A           | A   | 3R    | 2R    | 0 / 10    | 11 – 10   |
| Jocs Olímpics | No celebrat | No celebrat | No celebrat | A   | No celebrat | No celebrat | No celebrat | 4t    | No celebrat | No celebrat | No celebrat | A   | NC    | NC    | 0 / 1     | 4 – 2     |
| Total Victòries–Derrotes                                                                                                   | 0−0         | 1−3         | 0−2         | 2−7 | 10−13       | 20−17       | 28−12       | 32−25 | 33−21       | 1−4         | 0−0         | 0−2 | 12−15 | 12−19 | 151 – 140 | 151 – 140 |
| Rànquing final d'any | 1204        | 410         | 227         | 181 | 124         | 57          | 33          | 32    | 29          | 574         | –           | 865 | 76    | 118   |           |           |
| Llegenda: G: Guanyador; F: Finalista; SF: Semifinalista; QF: Quarts de final; Q: Qualificació; A: Absent; RR: Round Robin; |             |             |             |     |             |             |             |       |             |             |             |     |       |       |           |           |

### Dobles masculins
| Open d'Austràlia | A   | A   | A   | A   | A   | A   | A   | A   | A   | 0 / 0   | 0 – 0   |
| Roland Garros | A   | A   | A   | A   | A   | 1R  | 1R  | A   | A   | 0 / 2   | 0 – 2   |
| Wimbledon | A   | A   | A   | A   | A   | A   | A   | A   | A   | 0 / 0   | 0 – 0   |
| US Open | 1R  | A   | 2R  | 1R  | A   | 1R  | A   | A   | A   | 0 / 4   | 1 – 4   |
| Total Victòries–Derrotes                                                                                                   | 0−1 | 0−0 | 2−4 | 5−5 | 0−1 | 0−7 | 3−8 | 2−7 | 1−1 | 16 – 37 | 16 – 37 |
| Rànquing final d'any | 902 | 989 | 226 | 247 | 843 | 725 | 288 | 316 | 645 |         |         |
| Llegenda: G: Guanyador; F: Finalista; SF: Semifinalista; QF: Quarts de final; Q: Qualificació; A: Absent; RR: Round Robin; |     |     |     |     |     |     |     |     |     |         |         |